# Сдружение „Зачатие“
Сдружение „Зачатие“ е първата неправителствена организация на пациентите с репродуктивни проблеми в България.

## История
Сдружение „Зачатие“ е създадено от група български жени на 6 март 2004 г. в София. Регистрирано е в Софийски градски съд на 08.04.2004 г. по закона за Юридическите лица с нестопанска цел. От март 2010 г., сдружението е пълноправен член към европейската организация Fertility Europe, обединяваща пациентските организации на хората с репродуктивни проблеми от цяла Европа.

## Състав
Сдружението има членове и симпатизанти от цялата страна и чужбина. То е независима и доброволческа структура, в която може да членува всеки български гражданин, който подкрепя и споделя неговите идеи, цели и дейности:
- посредничество между институциите, пациентите, специалистите, медиите и всички заинтересовани страни;
- предоставяне на актуална и адекватна медицинска, правна и административна информация на пациентите;
- защита на интересите на пациентите, морална и финансова подкрепа за хората с репродуктивни проблеми.

## Информационен портал
Сдружение „Зачатие“ поддържа уебсайта www.zachatie.org. Той включва библиотека с актуални медицински и образователни материали за стерилитет и репродуктивно здраве, справочник с координати на клиники и специалисти в България и чужбина. Порталът поддържа и общност за взаимопомощ и емоционална подкрепа на хора с репродуктивни проблеми посредством структурирани по тематика дискусионни форуми, в които до момента[кога?] има над 28 000 регистрирани потребители. Ежедневно сайтът има 14 000 уникални посетители[кога?]. От 2005 г., към портала функционира и безплатно онлайн приложение „Овулационен календар“. Към момента[кога?], календарът се използва от над 80 000 потребители от България и чужбина.

## Дейност

### Ден на репродуктивното здраве
От 2006 г. насам, всяка година сдружение „Зачатие“ организира Ден на репродуктивното здраве в различни градове на България. Това е информационно-консултативно събитие, което довежда най-добрите специалисти по стерилитет на място при хората от различни краища на страната. Лекарите изнасят беседи за новостите в репродуктивната медицина и дават през целия ден безплатни консултации.
Ежегодните срещи на „Зачатие“ са били в големи областни и общински градове Плевен, София, Стара Загора, Бургас, Пловдив, Варна, Хасково, Русе и Банско. Всяка година, събитието има различно мото и тематична насоченост. От 2016 година, по време на Деня на репродуктивното здраве се провежда и Експо алея на клиниките по репродуктивна медицина в България, която предизвиква голям интерес у посетителите.
През 2018 година, Денят на репродуктивното здраве ще се проведе на 9 юни в Плевен и ще отбележи 30-годишният юбилей от раждането на първото бебе ин витро в България.

### Защита пред обществото
- Първият извоюван успех е частичното финансиране на лечението на двойки с репродуктивни проблеми по „Програма за лечение на безплодието при жената“ на НЗОК през 2005-2008 година. Организираният от сдружението мирен протест успява да предотврати спирането на програмата през есента на 2006 г.
- Заради отхвърлянето от здравната комисия към Народното събрание на проектозакон за създаване на държавен фонд за асистирана репродукция през декември 2008 г., сдружението организира мълчалив протест с празни бебешки колички пред НДК в София и паралелен протест във Варна с подкрепата на много неправителствени организации, лекари и клиники. Благодарение на протеста, медийните участия на представители на сдружението и преговорите с държавните институции, месец по-късно държавният Център „Фонд за асистирана репродукция“ е създаден и започва активна работа през април 2009 г. Фондът е финансирал над 11 600 процедури за лечение инвитро.
- С участието на сдружение „Зачатие“ в работна група към Народното събрание, на 18.12.2009 г. Народното събрание приема поправка в Кодекса на Труда, според която жените в напреднал етап на инвитро процедура се ползват със същата законова закрила пред своя работодател, както и бременните жени. Извоюва се правото на допълнителна отпуска за лечение инвитро, както и закрила от уволнение по време на лечението.
- Въведената през 2007 г. нормативна регулация на асистираната репродукция в България чрез Наредба №28 на Министерството на здравеопазването първоначално включва забрана за лечение инвитро на жени над 43-годишна възраст. През декември 2009 г., сдружение „Зачатие“ подава жалба срещу възрастовата граница в Държавната комисия за защита от дискриминация и започва обществена и медийна кампания за отмяна на противозаконната забрана. През юни 2010 г., нормативната уредба е променена с участието на представител на сдружението в работна група към Министерството на здравеопазването.

### Финансово подпомагане
От 2008 година насам, сдружение „Зачатие“ провежда благотворителни дарителски инициативи за финансово подпомагане на семейства с репродуктивни проблеми.
- Акция „Буркан“ против спиране на програмата на НЗОК за лечение на безплодието у жената
- Акция „Буркан“ срещу здравната каса
- Вестник „Стандарт“ за протеста с празни бебешки колички Архив на оригинала от 2015-12-08 в Wayback Machine.
- Жена предизвика политическа война заради метод за забременяване
- BTV новините: Жени излязоха на протест с празни бебешки колички
- Вестник „Сега“: Половинчато извинение за скандала „инвиво“
- Вестник „Монитор“: Жената може да ражда и на 50 г.[неработеща препратка]
- BTV новините: Комисията по дискриминация проверява сигнал на сдружение „Зачатие“
- Медияпул: НПО искат възрастта за „инвитро“ да се повиши до 47 – 50 години
- Забраняват нощния труд на жените с инвитро Архив на оригинала от 2015-12-08 в Wayback Machine.
- BTV новините: Падна възрастовото ограничение за инвитро
- БНР: Инициативата „Коледно желание“ ще помогне на 8 двойки да имат деца